# Лужковский водопад
Лужковский водопад (укр. Лужківський водоспад) — водопад на Украине в Украинских Карпатах (массив Покутско-Буковинские Карпаты). Расположен в Косовском районе Ивано-Франковской области, западнее села Великий Рожин. Высота — 14 метров.

## Описание
Лужковский водопад один из самых высоких водопадов Гуцульщины. Расположен в месте, где небольшой лесной ручеёк стремительно (местами отвесно) сбегает по наклонной скале. Несколько ниже водопада ручей впадает в ручей Верхне-Средний (бассейн Черемоша).